# Contrarellotge per equips d'Eindhoven 2007
La Contrarellotge per equips d'Eindhoven 2007, 3a i darrera edició de la Contrarellotge per equips d'Eindhoven, es va disputar el 24 de juny de 2007. La contrarellotge es va disputar pels voltants d'Eindhoven.
En aquesta prova el temps es pren sobre el 5è corredor de l'equip en passar la línia d'arribada. D'aquesta manera cal que cada equip finalitzi la prova amb un mínim de 5 corredors.
El CSC es va endur la victòria per davant del Tinkoff. La diferència entre els dos equips fou de sols 43 centèssimes de segon. L'equip Milram fou el tercer, a 13".
El Discovery Channel hauria estat el vencedor de la carrera si no hagués estat per una punxada patida per Tomas Vaitkus a l'últim kilòmetre, quan sols quedaven 5 ciclistes a l'equip estatunidenc. Això va fer que, encara que els 4 primers ciclistes milloressin el temps del CSC, no fos fins a l'entrada de Vaitkus a meta quan es tanqués el temps, quedant a 24" del primer classificat, en 4a posició.

## Classificació final
24.06.2007. Eindhoven, 48,6 km
|    | Equip                  | País         | Temps    |
| -- | ---------------------- | ------------ | -------- |
| 1  | Team CSC               | Dinamarca    | 53' 36"  |
| 2  | Tinkoff Credit Systems | Itàlia       | + 0' 01" |
| 3  | Team Milram            | Itàlia       | + 0' 13" |
| 4  | Discovery Channel      | Estats Units | + 0' 25" |
| 5  | Liquigas               | Itàlia       | + 0' 31" |
| 6  | Quick Step-Innergetic  | Bèlgica      | + 0' 52" |
| 7  | Caisse d'Epargne       | Espanya      | + 0' 57" |
| 8  | Crédit Agricole        | França       | + 1' 00" |
| 9  | Predictor-Lotto        | Bèlgica      | + 1' 16" |
| 10 | AG2R Prévoyance        | França       | + 1' 46" |

## Composició dels equips
- 1r: Team CSC: Bobby Julich, Marcus Ljungqvist, Christian Vande Velde, Michael Blaudzun, Nicki Sorensen, David Zabriskie, Luke Roberts i Matthew Goss
- 2n: Tinkoff Credit Systems: Daniele Contrini, Salvatore Commesso, Alexander Serov, Pàvel Brut, Mikhaïl Ignàtiev, Vassil Kirienka, Ivan Rovni i Nikolai Trússov
- 3r: Team Milram: Martin Muller, Alessandro Cortinovis, Marcel Sieberg, Brett Lancaster, Andrí Hrivko, Christian Knees, Volodomir Dyudya i Niki Terpstra